# Gambia Ports Authority FC
Gambia Ports Authority is een Gambiaanse voetbalploeg uit de hoofdstad Banjul.

## Erelijst
Landskampioen
1977, 1978, 1983, 1988, 1995, 2006, 2010
Beker van Gambia
1975, 2007